# Élitisme
L'élitisme est une idéologie ou doctrine qui soutient l'accession au pouvoir de l'élite, ensemble de personnes jugées comme « les meilleures », comme « supérieures » (aux autres, au peuple, à la majorité) ; et qui, réciproquement, considère le peuple comme inférieur, et en conséquence devant être gouverné par l'élite. L'élitisme est proche du sens original d'aristocratie (du grec aristoi, « les meilleurs »), qui désigne le gouvernement du peuple par une élite, un groupe de personnes supposées supérieures, quelle que soit la nature de cette élite ou sa diversité (militaire, commerciale, financière, politique, religieuse, technocratique).

## En éducation
En matière éducative, l'élitisme pousse à une sélection intense des candidats et nie reposer sur un déterminisme social : selon ses tenants, si une personne travaille durement dans le cadre du système scolaire, elle parviendra à entrer dans l'élite, indépendamment de ses possibilités réelles, dans le cas contraire, c'est qu'elle manquait des qualités requises.[réf. nécessaire]
Par ailleurs, le concept de méritocratie, souvent mobilisé dans les discussions publiques portant sur l’éducation, est au moins en partie élitiste puisqu'il implique l'existence d'une élite méritante.

## En philosophie
Dans La République, Platon défend la mise en place d'un régime élitiste dans lequel une caste supérieure (les gardiens) gouverne les castes inférieures de la société (guerriers et travailleurs).
Selon Julius Evola, « le pouvoir et la civilisation ont progressé de l'une à l'autre des quatre castes – chefs sacrés, noblesse guerrière, bourgeoisie (économie, « marchands ») et esclaves ». Paul Furlong explique : « Pour Evola, le noyau de la supériorité raciale résidait dans les qualités spirituelles des castes supérieures, qui s'exprimaient par des caractéristiques physiques aussi bien que culturelles, mais n'étaient pas déterminées par elles. ».
Dans La Fin de l'histoire ou le Dernier Homme (1992), Francis Fukuyama développe le concept de « mégalothymia » : la croyance élitiste en une supériorité sur autrui et un désir élitiste à ce que cette supériorité soit reconnue.

## En politique
Pour certains mouvements et théoriciens d'extrême droite, l'absence d’élites ou la disparition des élites est considérée comme une décadence[source insuffisante].
Le terme d'« élitisme » était l'une des accusations préférées du pouvoir soviétique lors des Grandes Purges staliniennes et d'autres procès moins retentissants.

### Anti-élitisme
Les mouvements populistes ont pour caractéristique commune de suivre une ligne anti-élites, sans toutefois nécessairement faire « l'apologie des sociétés égalitaires » (cela dépend de s'il s'agit de populistes de gauche ou de populistes de droite).

## En sociologie

### École italienne de l'élitisme

#### Vilfredo Pareto
Vilfredo Pareto développe une sociologie élitiste. Il distingue les classes sociales entre masse et élite, l'élite elle-même est séparée entre élite non gouvernementale et gouvernementale (Traité de sociologie générale, § 2034). De la masse montent perpétuellement de nouvelles élites que l'élite en place a le choix de combattre ou d'intégrer jusqu'à ce qu'elle soit finalement défaite et remplacée. C'est cette lutte qui fait l'histoire qui devient pour lui « un cimetière d'aristocraties »,.
Pareto pense en effet que « l'histoire des sociétés humaines est, en grande partie, l'histoire de la succession des aristocraties ». Et c'est la sélection qui rend possible cette succession; sans son intervention, « toutes les races d'êtres vivants tomberaient en décadence : la race humaine n'échappe pas à cette loi. (…) Dans chaque race naissent des éléments de rebut qui doivent être éliminés par la sélection. Les douleurs causées par cette destruction sont le prix auquel s'achète le perfectionnement de la race; c'est un de ces cas nombreux dans lesquels le bien de l'individu est en opposition avec le bien de l'espèce ».

#### Gaetano Mosca
Mosca a mis l'accent sur les caractéristiques sociologiques et personnelles des élites. Il a dit que les élites sont une minorité organisée et que les masses sont une majorité non organisée. La classe dirigeante est composée de l'élite dirigeante et des sous-élites. Il divise le monde en deux groupes :
1. Classe politique
2. Classe non politique

Mosca affirme que les élites ont une supériorité intellectuelle, morale et matérielle hautement estimée et influente.

#### Robert Michels
Le sociologue Michels a développé la loi d'airain de l'oligarchie où, affirme-t-il, les organisations sociales et politiques sont dirigées par quelques individus, et l'organisation sociale et la division du travail sont essentielles. Il croyait que toutes les organisations étaient élitistes et que les élites ont trois principes de base qui aident à la structure bureaucratique de l'organisation politique :
1. Besoin de dirigeants, de personnel spécialisé et d'installations
2. Utilisation des installations par les dirigeants au sein de leur organisation
3. L'importance des attributs psychologiques des dirigeants

## Particularités nationales

### France
La France a la réputation d'avoir l'un des systèmes éducatifs les plus élitistes au monde, du fait des grandes écoles. En 2010, un fort courant critique a poussé le gouvernement à exiger d'elles un assouplissement de leur élitisme supposé, avec pour objectif d'ouvrir leurs portes à une plus grande part de la société, à la manière d'une affirmative action française.[réf. nécessaire]

### Japon
Le système éducatif au Japon a lui aussi une tendance portée vers l’élitisme. Tout comme en France, il faut tenter d’entrer dans les meilleures écoles, pour avoir le maximum de chance d’entrer dans le meilleur collège, l’un des meilleurs lycées puis la meilleure université pour entrer dans la catégorie sociale la plus favorisée.
On note deux conséquences propres à ce système. La première étant la prolifération des juku. Les juku se sont mis à proliférer à partir de la fin des années soixante. Il y en aurait aujourd’hui entre 50 et 70 000 au total dans tout le pays. Elles se présentent soit comme des cours privés en appartement animés par une ou deux personnes, soit comme de véritables entreprises du savoir comme Sundai Yobiko qui compte plusieurs centaines d’enseignants.
La seconde conséquence est d’ordre financier. Au Japon les classes moyennes restreignent leur natalité pour donner à leurs enfants les meilleures chances d’accéder aux plus grandes universités. On sait que le coût très élevé de l’éducation au Japon a fait baisser la natalité des classes moyennes et ceux qui ont fait le choix de n’avoir qu’un ou deux enfants pour pouvoir investir dans l’éducation de leurs enfants. Généralement, les parents visent deux ou trois écoles, une qu'ils souhaiteraient obtenir mais pour laquelle l'enfant n'est pas confiant d'obtenir le concours, une de niveau plus faible et finalement, optionnellement, une faible. Les écoles moyennes, voyant leurs objectifs diminuer, ont instauré un système de telle sorte que l’inscription dans leur école doit se faire avant tous les concours. Si l'enfant réussit à intégrer la meilleure école, il pourra se désinscrire de l’école « moyenne », mais tout ou une partie des frais engagés (assez élevés) resteront acquis par cette dernière, qui bénéficie donc de moyens substantiels comparativement à ses effectifs. Cela représente un sacrifice financier important pour les familles.
La compétition n'a cessé d'être décrite, par presque tous les auteurs japonais, comme la force qui entraînait les institutions d'enseignement, tant à cause de leur réputation inégale que de la valeur attachée aux diplômes décernés par les meilleures.